# Calificările la scrimă pentru Jocurile Olimpice de vară din 2016
Calificarea la scrimă la Jocurile Olimpice de vară din 2016 s-a decis în perioada de la 3 mai 2015 până în aprilie 2016, pe parcursul sezoanelor competiționale 2014–2015 și 2015–2016. 204 de locuri s-au atribuit, 102 la bărbați și 102 la femei, și opt locuri la alegerea țării gazdă.
Federația Internațională de Scrimă fiind alocată doar zece probe de Comitetul Olimpic Internațional, două concursuri pe echipe sunt scoase de la programul la fiecare olimpiadă din 2008. La această ediție este vorba de floreta feminin pe echipe și de sabia masculin pe echipe, care au concurat la un Campionat Mondial organizat și el la Rio în aprilie 2016. A constituit, de asemenea, un test preliminar pentru organizarea probelor olimpice.

## Sistem de calificare
În cazul armelor care se disputa fără proba pe echipe, adică floreta feminin pe echipe și sabia masculin pe echipe, sunt calificați:
- primele 14 sportivi din clasamentul oficial ajustat (COA) individual;
- primele 8 sportivi din COA zonal la individual;
- 10 sportivi calificați prin turnee zonale de calificare, deschise doar țarilor fără sportiv calificat prin unu dintre criteriile precedente, câte unul pentru fiecare țară și la fiecare armă.

O țară nu poate în nici un caz să califice mai mult de doi sportivi la fiecare armă.
În cazul armelor care se disputa cu proba pe echipe, sunt calificați:
- pe echipe:
  - primele patru țări din COA pe echipe (câte trei sportivi pentru fiecare echipă);
  - cea mai bine clasată țară din fiecare zonă, sub rezerva că se află printre primele 16 din COA global–dacă o zonă nu este reprezentată, țara următoare din COA se califică, independent de zonele.
- la individual:
  - cei 24 sportivi calificați pe echipe;
  - primele 7 sportivi din COA zonal la individual (doi pentru Europa, doi pentru Americile, doi pentru Asia-Oceania, unu pentru Africa) câte unul pentru fiecare țară;
  - patru calificați prin turnee zonale de calificare (a se vedea mai sus).

O țară nu poate în nici un caz să califice mai mult de trei sportivi la fiecare armă.

## Calendar
| Dată                         | Jalon                                                                                                |
| ---------------------------- | --- |
| 3 aprili 2015–4 aprilie 2016 | Perioadă de calificare prin COA                                                                      |
| 14 aprilie 2016              | Turneul preolimpic de la Alger pentru zona Africa                                                    |
| 10–12 aprilie 2016           | Turneul preolimpic de la Wuxi pentru zona Asia-Oceania                                               |
| 15–17 aprilie 2016           | Turneul preolimpic de la San José pentru zona America                                                |
| 16–17 aprilie 2016           | Turneul preolimpic de la Praga pentru zona Europa                                                    |
| 6 iunie 2016                 | Termenul la care Comitetele Olimpice Naționale (CON-uri) trebuie să confirme locurile alocate de FIE |
| 12 iunie 2016                | Termenul la care FIE reatribuie locurile neconfirmate de CON-uri                                     |

## Probe individuale
COA       COA zonal       Turneu de calificare       Locuri reatribuite       Înlocuire după renunțare
Locul FIE este menționat chiar înainte de Jocurile Olimpice. Poate să se deosebească de cel utilizat la calificarea olimpică.

### Armele fără probă pe echipe

#### Floretă feminin individual
35 de floretiste vor concura.
| Nume                                | Loc FIE | Țară             | Mod de calificare            |
| ----------------------------------- | ------- | ---------------- | ---------------------------- |
| Arianna Errigo                      | 1       | Italia           | COA                          |
| Inna Deriglazova                    | 2       | Rusia            | COA                          |
| Elisa Di Francisca                  | 6       | Italia           | COA                          |
| Lee Kiefer                          | 3       | Statele Unite    | COA                          |
| Aida Șanaeva                        | 4       | Rusia            | COA                          |
| Ysaora Thibus                       | 5       | Franța           | COA                          |
| Inès Boubakri                       | 9       | Tunisia          | COA                          |
| Nzingha Prescod                     | 11      | Statele Unite    | COA                          |
| Jeon Hee-sook                       | 19      | Coreea de Sud    | COA                          |
| Nam Hyun-hee                        | 13      | Coreea de Sud    | COA                          |
| Astrid Guyart                       | 14      | Franța           | COA                          |
| Aida Mohamed                        | 26      | Ungaria          | COA                          |
| Le Huilin                           | 16      | China            | COA                          |
| Carolin Golubytskyi                 | 15      | Germania         | COA                          |
| Noura Mohamed                       | 73      | Egipt            | COA (Africa)                 |
| Anissa Khelfaoui                    | 28      | Algeria          | COA (Africa)                 |
| Eleanor Harvey                      | 24      | Canada           | COA (America)                |
| Saskia van Erven García             | 27      | Columbia         | COA (America)                |
| Liu Yongshi                         | 30      | China            | COA (Asia)                   |
| Mona Shaito                         | 77      | Liban            | COA (Asia)                   |
| Edina Knapek                        | 23      | Ungaria          | COA (Europa)                 |
| Hanna Łyczbińska                    | 38      | Polonia          | COA (Europa)                 |
| Youssra Zakarani                    | 54      | Maroc            | Turneu de calificare Africa  |
| Isis Giménez                        | 31      | Venezuela        | Turneu de calificare America |
| Nataly Michel                       | 63      | Mexic            | Turneu de calificare America |
| Shiho Nishioka                      | 60      | Japonia          | Turneu de calificare Asia    |
| Lin Po Heung                        | 76      | Hong Kong, China | Turneu de calificare Asia    |
| Đỗ Thị Anh                          | 144     | Vietnam          | Turneu de calificare Asia    |
| Mălina Călugăreanu                  | 113     | România          | Turneu de calificare Europa  |
| İrem Karamete                       | 74      | Turcia           | Turneu de calificare Europa  |
| Aikaterini-Maria Kontochristopoulou | 109     | Grecia           | Turneu de calificare Europa  |
| Olha Leleiko                        | 56      | Ucraina          | Turneu de calificare Europa  |
| Taís Rochel                         | 80      | Brazilia         | Țară-gazdă                   |
| Ana Beatriz Bulcão                  | 105     | Brazilia         | Țară-gazdă                   |
| Lubna Al-Omair                      | _       | Arabia Saudită   | Wild-card                    |

#### Sabie masculin individual
32 de sabreri vor concura.
| Nume                   | Loc FIE | Țară          | Mod de calificare            |
| ---------------------- | ------- | ------------- | ---------------------------- |
| Aleksei Iakimenko      | 1       | Rusia         | COA                          |
| Gu Bon-gil             | 4       | Coreea de Sud | COA                          |
| Áron Szilágyi          | 3       | Ungaria       | COA                          |
| Tiberiu Dolniceanu     | 6       | România       | COA                          |
| Kim Jung-hwan          | 2       | Coreea de Sud | COA                          |
| Max Hartung            | 8       | Germania      | COA                          |
| Aldo Montano           | 11      | Italia        | COA                          |
| Eli Dershwitz          | 12      | Statele Unite | COA                          |
| Nikolai Kovaliov       | 9       | Rusia         | COA                          |
| Daryl Homer            | 10      | Statele Unite | COA                          |
| Mojtaba Abedini        | 15      | Iran          | COA                          |
| Diego Occhiuzzi        | 13      | Italia        | COA                          |
| Matyas Szabo           | 25      | Germania      | COA                          |
| Aliaksandr Buikevici   | 16      | Belarus       | COA                          |
| Ali Pakdaman           | 21      | Iran          | COA (Asia)                   |
| Sun Wei                | 72      | China         | COA (Asia)                   |
| Mohamed Amer           | 85      | Egipt         | COA (Africa)                 |
| Yémi Apithy            | 56      | Benin         | COA (Africa)                 |
| Renzo Agresta          | 22      | Brazilia      | COA (America)                |
| Joseph Polossifakis    | 30      | Canada        | COA (America)                |
| Vincent Anstett        | 5       | Franța        | COA (Europa)                 |
| Tamás Decsi            | 51      | Ungaria       | COA (Europa)                 |
| Fares Ferjani          | 40      | Tunisia       | Turneu de calificare Africa  |
| Julian Ayala           | 123     | Mexic         | Turneu de calificare America |
| Yoandry Iriarte Galvez | 142     | Cuba          | Turneu de calificare America |
| Thành An Vũ            | 33      | Vietnam       | Turneu de calificare Asia    |
| Iliia Mokrețov         | 39      | Kazahstan     | Turneu de calificare Asia    |
| Kenta Tokunan          | 75      | Japonia       | Turneu de calificare Asia    |
| Andrii Iagodka         | 27      | Ucraina       | Turneu de calificare Europa  |
| Seppe van Holsbeke     | 11      | Belgia        | Turneu de calificare Europa  |
| Pancio Paskov          | 302     | Bulgaria      | Turneu de calificare Europa  |
| Sandro Bazadze         | 19      | Georgia       | Turneu de calificare Europa  |

### Armele cu probă pe echipe

#### Floretă masculin individual
35 de floretiști au concurat.
| Nume                   | Loc FIE | Țară             | Mod de calificare            |
| ---------------------- | ------- | ---------------- | ---------------------------- |
| Giorgio Avola          | 8       | Italia           | COA echipe                   |
| Andrea Cassarà         | 24      | Italia           | COA echipe                   |
| Daniele Garozzo        | 11      | Italia           | COA echipe                   |
| Miles Chamley-Watson   | 18      | Statele Unite    | COA echipe                   |
| Alexander Massialas    | 1       | Statele Unite    | COA echipe                   |
| Gerek Meinhardt        | 4       | Statele Unite    | COA echipe                   |
| Erwann Le Péchoux      | 13      | Franța           | COA echipe                   |
| Enzo Lefort            | 15      | Franța           | COA echipe                   |
| Jérémy Cadot           | 26      | Franța           | COA echipe                   |
| Timur Safin            | 19      | Rusia            | COA echipe                   |
| Artur Ahmathuzin       | 25      | Rusia            | COA echipe                   |
| Aleksei Ceremisinov    | 12      | Rusia            | COA echipe                   |
| Alaaeldin Abouelkassem | 9       | Egipt            | COA echipe (Africa)          |
| Tarek Ayad             | 33      | Egipt            | COA echipe (Africa)          |
| Mohamed Essam          | 60      | Egipt            | COA echipe (Africa)          |
| Chen Haiwei            | 14      | China            | COA echipe (Asia)            |
| Lei Sheng              | 21      | China            | COA echipe (Asia)            |
| Ma Jianfei             | 3       | China            | COA echipe (Asia)            |
| James-Andrew Davis     | 5       | Marea Britanie   | COA echipe (Europa)          |
| Laurence Halsted       | 22      | Marea Britanie   | COA echipe (Europa)          |
| Richard Kruse          | 6       | Marea Britanie   | COA echipe (Europa)          |
| Henrique Marques       | 79      | Brazilia         | COA (America) echipe         |
| Guilherme Toldo        | 46      | Brazilia         | COA (America) echipe         |
| Ghislain Perrier       | 66      | Brazilia         | COA (America) echipe         |
| Mohamed Ayoub Ferjani  | 43      | Tunisia          | COA (Africa) individual      |
| Maximilien Van Haaster | 47      | Canada           | COA (America) individual     |
| Daniel Gómez           | 34      | Mexic            | COA (America) individual     |
| Yuki Ota               | 2       | Japonia          | COA (Asia) individual        |
| Heo Jun                | 17      | Coreea de Sud    | COA (Asia) individual        |
| Peter Joppich          | 10      | Germania         | COA (Europa) individual      |
| Alexander Choupenitch  | 37      | Cehia            | COA (Europa) individual      |
| Victor Sintès          | 42      | Algeria          | Turneu de calificare Africa  |
| Antonio Leal           | 92      | Venezuela        | Turneu de calificare America |
| Cheung Ka Long         | 20      | Hong Kong, China | Turneu de calificare Asia    |
| René Pranz             | 55      | Austria          | Turneu de calificare Europa  |

#### Spadă masculin individual
38 de spadasini vor concura.
| Nume                  | Loc FIE | Țară          | Mod de calificare            |
| --------------------- | ------- | ------------- | ---------------------------- |
| Yannick Borel         | 5       | Franța        | COA echipe                   |
| Gauthier Grumier      | 1       | Franța        | COA echipe                   |
| Daniel Jérent         | 6       | Franța        | COA echipe                   |
| Anatolii Herei        | 26      | Ucraina       | COA echipe                   |
| Dmîtro Kariucenko     | 96      | Ucraina       | COA echipe                   |
| Bohdan Nikișîn        | 4       | Ucraina       | COA echipe                   |
| Marco Fichera         | 36      | Italia        | COA echipe                   |
| Enrico Garozzo        | 2       | Italia        | COA echipe                   |
| Paolo Pizzo           | 29      | Italia        | COA echipe                   |
| Max Heinzer           | 10      | Elveția       | COA echipe                   |
| Fabian Kauter         | 12      | Elveția       | COA echipe                   |
| Benjamin Steffen      | 13      | Elveția       | COA echipe                   |
| Silvio Fernández      | 77      | Venezuela     | COA echipe (America)         |
| Francisco Limardo     | 48      | Venezuela     | COA echipe (America)         |
| Rubén Limardo         | 22      | Venezuela     | COA echipe (America)         |
| Jung Jin-sun          | 73      | Coreea de Sud | COA echipe (Asia)            |
| Park Kyung-do         | 11      | Coreea de Sud | COA echipe (Asia)            |
| Park Sang-young       | 21      | Coreea de Sud | COA echipe (Asia)            |
| Vadim Anohin          | 7       | Rusia         | COA echipe (Europa)          |
| Pavel Suhov           | 40      | Rusia         | COA echipe (Europa)          |
| Anton Avdeev          | 19      | Rusia         | COA echipe (Europa)          |
| Gábor Boczkó          | 15      | Ungaria       | Loc reatribuit               |
| Géza Imre             | 3       | Ungaria       | Loc reatribuit               |
| András Rédli          | 46      | Ungaria       | Loc reatribuit               |
| Alexandre Bouzaid     | 23      | Senegal       | COA individual (Africa)      |
| Maxime Brinck-Croteau | 44      | Canada        | COA individual (America)     |
| Jason Pryor           | 24      | Statele Unite | COA individual (America)     |
| Kazuyasu Minobe       | 9       | Japonia       | COA individual (Asia)        |
| Yunlong Jiao          | 55      | China         | COA individual (Asia)        |
| Bas Verwijlen         | 8       | Țările de Jos | COA individual (Europa)      |
| Nikolai Novosjolov    | 27      | Estonia       | COA individual (Europa)      |
| Ayman Fayez           | 17      | Egipt         | Turneu de calificare Africa  |
| John Edison Rodríguez | 49      | Columbia      | Turneu de calificare America |
| Abdulaziz Alshatti    | _       | FIE           | Turneu de calificare Asia    |
| Jiří Beran            | 91      | Cehia         | Turneu de calificare Europa  |
| Guilherme Melaragno   | 132     | Brazilia      | Țară-gazdă                   |
| Nicolas Ferreira      | 111     | Brazilia      | Țară-gazdă                   |
| Athos Schwantes       | 65      | Brazilia      | Țară-gazdă                   |

#### Spadă feminin individual
37 de spadasine au concurat.
| Nume                      | Loc FIE | Țară                       | Mod de calificare            |
| ------------------------- | ------- | -------------------------- | ---------------------------- |
| Simona Gherman            | 8       | România                    | COA echipe                   |
| Simona Pop                | 47      | România                    | COA echipe                   |
| Ana Maria Popescu         | 6       | România                    | COA echipe                   |
| Sun Yiwen                 | 9       | China                      | COA echipe                   |
| Sun Yujie                 | 15      | China                      | COA echipe                   |
| Xu Anqi                   | 1       | China                      | COA echipe                   |
| Violetta Kolobova         | 12      | Rusia                      | COA echipe                   |
| Tatiana Logunova          | 3       | Rusia                      | COA echipe                   |
| Liubov Șutova             | 27      | Rusia                      | COA echipe                   |
| Julia Beljajeva           | 44      | Estonia                    | COA echipe                   |
| Irina Embrich             | 10      | Estonia                    | COA echipe                   |
| Erika Kirpu               | 19      | Estonia                    | COA echipe                   |
| Katherine Holmes          | 25      | Statele Unite              | COA echipe (America)         |
| Courtney Hurley           | 16      | Statele Unite ale Americii | COA echipe (America)         |
| Kelley Hurley             | 18      | Statele Unite              | COA echipe (America)         |
| Choi In-jeong             | 30      | Coreea de Sud              | COA echipe (Asia)            |
| Kang Young-mi             | 37      | Coreea de Sud              | COA echipe (Asia)            |
| Shin A-lam                | 11      | Coreea de Sud              | COA echipe (Asia)            |
| Olena Krîvîțka            | 38      | Ucraina                    | COA echipe (Europa)          |
| Kseniia Pantelieieva      | 40      | Ucraina                    | COA echipe (Europa)          |
| Iana Șemiakina            | 28      | Ucraina                    | COA echipe (Europa)          |
| Marie-Florence Candassamy | 49      | Franța                     | Loc reatribuit               |
| Auriane Mallo             | 45      | Franța                     | Loc reatribuit               |
| Lauren Rembi              | 43      | Franța                     | Loc reatribuit               |
| Sarra Besbes              | 2       | Tunisia                    | COA individual (Africa)      |
| Leonora Mackinnon         | 70      | Canada                     | COA individual (America)     |
| Nathalie Moellhausen      | 24      | Brazilia                   | COA individual (America)     |
| Man Wai Vivian Kong       | 17      | Hong Kong, China           | COA individual (Asia)        |
| Nozomi Sato               | 46      | Japonia                    | COA individual (Asia)        |
| Rossella Fiamingo         | 4       | Italia                     | COA individual (Europa)      |
| Emese Szász               | 7       | Ungaria                    | COA individual (Europa)      |
| Gbahi-Gwladys Sakoa       | 41      | Coasta de Fildeș           | Turneu de calificare Africa  |
| Alejandra Terán           | 78      | Mexic                      | Turneu de calificare America |
| Thị Như Hoa Nguyễn        | 163     | Vietnam                    | Turneu de calificare Asia    |
| Tiffany Géroudet          | 59      | Elveția                    | Turneu de calificare Europa  |
| Rayssa Costa              | 62      | Brazilia                   | Țară-gazdă                   |
| Amanda Simeão             | 68      | Brazilia                   | Țară-gazdă                   |

#### Sabie feminin individual
36 de sabrere vor concura.
| Nume                      | Loc FIE | Țară          | Mod de calificare            |
| ------------------------- | ------- | ------------- | ---------------------------- |
| Sofia Velikaia            | 1       | Rusia         | COA echipe                   |
| Iana Egorian              | 5       | Rusia         | COA echipe                   |
| Ekaterina Diacenko        | 22      | Rusia         | COA echipe                   |
| Olha Harlan               | 2       | Ucraina       | COA echipe                   |
| Alina Komașciuk           | 20      | Ucraina       | COA echipe                   |
| Olena Kravațka            | 30      | Ucraina       | COA echipe                   |
| Cécilia Berder            | 9       | Franța        | COA echipe                   |
| Manon Brunet              | 21      | Franța        | COA echipe                   |
| Charlotte Lembach         | 18      | Franța        | COA echipe                   |
| Ibtihaj Muhammad          | 8       | Statele Unite | COA echipe                   |
| Dagmara Wozniak           | 24      | Statele Unite | COA echipe                   |
| Mariel Zagunis            | 3       | Statele Unite | COA echipe                   |
| Tania Arrayales           | 34      | Mexic         | COA echipe (America)         |
| Úrsula González           | 61      | Mexic         | COA echipe (America)         |
| Julieta Toledo            | 31      | Mexic         | COA echipe (America)         |
| Hwang Seon-a              | 13      | Coreea de Sud | COA echipe (Asia)            |
| Kim Ji-yeon               | 7       | Coreea de Sud | COA echipe (Asia)            |
| Seo Ji-yeon               | 14      | Coreea de Sud | COA echipe (Asia)            |
| Rossella Gregorio         | 15      | Italia        | COA echipe (Europa)          |
| Loreta Gulotta            | 26      | Italia        | COA echipe (Europa)          |
| Irene Vecchi              | 17      | Italia        | COA echipe (Europa)          |
| Bogna Jóźwiak             | 53      | Polonia       | Loc reatribuit               |
| Małgorzata Kozaczuk       | 35      | Polonia       | Loc reatribuit               |
| Aleksandra Socha          | 10      | Polonia       | Loc reatribuit               |
| Azza Besbes               | 11      | Tunisia       | COA individual (Africa)      |
| María Belén Pérez Maurice | 29      | Argentina     | COA individual (America)     |
| Alejandra Benítez         | 40      | Venezuela     | COA individual (America)     |
| Chika Aoki                | 111     | Japonia       | COA individual (Asia)        |
| Shen Chen                 | 6       | China         | COA individual (Asia)        |
| Anna Márton               | 4       | Ungaria       | COA individual (Europa)      |
| Vasiliki Vougiouka        | 12      | Grecia        | COA individual (Europa)      |
| Nada Hafez                | 98      | Egipt         | Turneu de calificare Africa  |
| Eileen Grench             | 52      | Panama        | Turneu de calificare America |
| Thị Lệ Dung Nguyễn        | 30      | Vietnam       | Turneu de calificare Asia    |
| Sabina Mikina             | 23      | Azerbaidjan   | Turneu de calificare Europa  |
| Marta Baeza Centurion     | 64      | Brazilia      | Țară-gazdă                   |

## Probe pe echipe
COA       COA zonal       Locuri reatribuite       Înlocuire după renunțare
Locul FIE este menționat chiar înainte de Jocurile Olimpice. Poate să se deosebească de cel utilizat la calificarea olimpică.

### Floretă masculin pe echipe
Opt echipe vor concura.
| Țară                       | Loc FIE | Mod de calificare |
| -------------------------- | ------- | ----------------- |
| Italia                     | 1       | COA               |
| Rusia                      | 3       | COA               |
| Franța                     | 4       | COA               |
| Statele Unite ale Americii | 2       | COA               |
| China                      | 5       | COA (Asia)        |
| Marea Britanie             | 8       | COA (Europe)      |
| Egipt                      | 9       | COA (Africa)      |
| Brazilia                   | 11      | COA (America)     |

### Spadă masculin pe echipe
Nouă echipe vor concura.
| Țară          | Loc FIE | Mod de calificare |
| ------------- | ------- | ----------------- |
| Franța        | 1       | COA               |
| Ucraina       | 2       | COA               |
| Italia        | 3       | COA               |
| Elveția       | 6       | COA               |
| Venezuela     | 9       | COA (America)     |
| Coreea de Sud | 4       | COA (Asia)        |
| Rusia         | 7       | COA (Europe)      |
| Ungaria       | 5       | Loc reatribuit    |
| Brazilia      | 21      | Țară-gazdă        |

### Spadă feminin pe echipe
Nouă echipe vor concura.
| Țară          | Loc FIE | Mod de calificare |
| ------------- | ------- | ----------------- |
| România       | 2       | COA               |
| China         | 1       | COA               |
| Rusia         | 3       | COA               |
| Estonia       | 4       | COA               |
| Statele Unite | 7       | COA (America)     |
| Coreea de Sud | 5       | COA (Asia)        |
| Ucraina       | 8       | COA (Europa)      |
| Franța        | 6       | Loc reatribuit    |
| Brazilia      | 21      | Țară-gazdă        |

### Sabie feminin pe echipe
Opt echipe vor concura.
| Țară                       | Loc FIE | Mod de calificare |
| -------------------------- | ------- | ----------------- |
| Rusia                      | 1       | COA               |
| Ucraina                    | 2       | COA               |
| Franța                     | 3       | COA               |
| Statele Unite ale Americii | 4       | COA               |
| Mexic                      | 10      | COA (America)     |
| Coreea de Sud              | 7       | COA (Asia)        |
| Italia                     | 6       | COA (Europa)      |
| Polonia                    | 5       | Loc reatribuit    |